# Kristofor Dombrin
Kristofor Dombrin (1572. ‒ 1608.), hrvatski katolički svećenik, isusovac, filozof.

## Životopis
Bio je profesorom filozofskoga tečaja u Moravskoj u Olomoucu od 1602. do 1608. u dvama navratima uzastopce. Poslije toga bio je upravitelj netom otvorene rezidencije u Zagrebu. Prvi je Hrvat koji je bio poglavar odnosno provincijal Austrijske isusovačke provincije.